# Avro Lancastrian
Avro 691 Lancastrian – brytyjski samolot pocztowy i pasażerski wykorzystywany w latach 40. i 50. XX wieku, zbudowany na bazie bombowca Avro Lancaster w zakładach Avro. Lancastrian był bardzo podobny do Lancastera, różniący się od niego głównie tym, że usunięto z niego całe uzbrojenie, a oszklony dziób samolotu wymieniono na bardziej opływowy metalowy. Zbliżoną konstrukcją był Avro York.